# Ken Schrader
Kenneth "Ken" Schrader, född den 29 mars 1955 i Fenton, Missouri, USA, är en amerikansk racerförare.

## Racingkarriär
Schrader tävlade i sprint cars under 1970-talet innan han började med USAC:s stock car-serier, vilket så småningom ledde till NASCAR Winston Cup. Han blev årets rookie 1985 och blev sextonde totalt både den säsongen och efterföljande.  Efter att ha slutat på tionde plats 1987 hade Schrader en framgångsrik säsong 1988. Han vann sitt första race på Talladega Superspeedway och slutade på femte plats totalt, vilket han upprepade 1989. Hans bästa totalplacering kom 1994 med en fjärdeplats. Efter att ha tappat formen efter det lämnade han Hendrick Motorsports, och nådde aldrig samma framgångar igen.